# Песцевий пуховий кріль
Песцевий пуховий — порода кролів пухового напряму.

## Біологічні характеристики
Це невеликі кролики сірого або темно-сірого кольору. Їх вага в дорослому віці становить 2.5 - 3.5 кг. Маючи невеликі розміри, ці кролики - найпопулярніша пухова порода в нашій країні, так само порода пухових песцевих кроликів часто служить селекціонерам як основа для виведення нових порід цього виду тварин.
Песцеві пухові кролі невибагливі в утриманні та годівлі - в раціон можна включати практично всі відомі для кроликів види кормів: траву, сіно, макуха і коренеплоди. А для отримання більш красивого і густого хутра кожному дорослому кролику раз в тиждень можна давати 1 мг розчиненого у воді хлористого кобальту.
Самка песцевих кроликів досить плодовита і може вигодовувати 6-8 кроленят. При розведенні пухових порід кроликів, всі дорослі кролиці використовуються як для відтворення потомства, так і для отримання пуху. Частину кролиць після двох окролів використовують тільки для виробництва хутра. Кращий молодняк відбирають для поповнення стада, інших двічі общипують і пускають на м'ясо. Пух у кроликів густий, пружний, з невеликою кількістю остьових волосків. З одного дорослого кролика за рік можна отримати близько 200-250 г пуху.